# Винстонвил (Мисисипи)
Винстонвил (енгл. Winstonville) град је у америчкој савезној држави Мисисипи.

## Демографија
По попису из 2010. године број становника је 191, што је 128 (-40,1%) становника мање него 2000. године.
| Група             | 2000.       | 2010.       |
| Белци             | 6 (1,9%)    | 1 (0,5%)    |
| Афроамериканци    | 312 (97,8%) | 190 (99,5%) |
| Азијати           | 0 (0,0%)    | 0 (0,0%)    |
| Хиспаноамериканци | 1 (0,3%)    | 0 (0,0%)    |
| Укупно            | 319         | 191         |